# Blas de Vera
Blas de Vera fue un militar y gobernador del gobierno de Chiloé durante el periodo colonial de Chile. Nació a mediados del siglo XVII en la ciudad de Castro.

## Familia
Nació en Castro, Chiloé, siendo hijo de Diego de Vera y de Aldonza Ponce de León. Era nieto del conquistador azuagueño Cristóbal de Vera Cortés, siendo segunda generación de su familia nacida en tierras americanas. Al igual que su padre y su abuelo, ingresó a la actividad militar, comenzando como alférez de caballería en Chacao. Ejerció los cargos de Alcalde de Castro, Corregidor de Castro en 1683, alférez Real en 1696 y maestre de campo en 1704. Durante su vida llegó a tener tres matrimonios y una numerosa descendencia.                            
Dueño de la estancia Quinched, solicitó otras 200 cuadras debajo de los lindes que refiere dicho título, los que se le dan por merced el 14 de noviembre de 1677.        
En 1684, fue designado encomendero del pueblo de Vilupulli , con 28 tributarios. En 1697, por merced del presidente de la Real Audiencia del Reino de Chile Tomás Marín González de Poveda es designado encomendero de Quilquico, Chelin y Lemuy, con 41 tributarios.

## Trayectoria
Fue nombrado gobernador por primera vez entre los años 1688 y 1689, en reemplazo de Bartolomé Diez. Durante este periodo la gobernación se encontraba en el actual poblado de Chacao, donde existía una rústica fortificación. Junto con este cargo, también tuvo participación en el Cabildo de la ciudad de Castro, primero como alférez real, y luego como alcalde.
En su rol de Maestre de Campo, debió enfrentar la Rebelión huilliche de 1712, donde varias comunidades indígenas se levantaron contra las autoridades hispanas en protesta por los malos tratos dados por la clase encomendera del archipiélago. Durante esta rebelión, sus hermanos Diego y Bartolomé sería asesinados.
Una vez aplastada la rebelión, Blas sería vuelto a nombrar gobernador interino el 22 de febrero de 1713, aunque su liderazgo no sería aceptado por las diezmadas comunidades indígenas, ya que aparte de su rol durante la revuelta, era también encomendero. Menos de un año después, en su reemplazo sería designado el militar oriundo de Concepción Pedro de Molina.